# Les Prix Nobel
Les Prix Nobel ist eine seit 1901 von der Nobelstiftung herausgegebene Buchserie. Bei den Büchern handelt es sich um im Oktober erscheinende Jahrbücher, die über die jeweils vorangehende Verleihung der Nobelpreise informieren. Dabei werden zum einen Berichte über die Nobelpreisverleihung gegeben und zum anderen auch Bibliographien über die Nobelpreisträger veröffentlicht. Bis 1988 wurden die Texte in der Sprache veröffentlicht, in der sie ursprünglich geschrieben wurden. Seit 1988 werden die Bücher fast vollständig ins Englische übersetzt. 2011 setzte die Reihe ein Jahr aus, erscheint aber seit 2012 wieder.